# HD 125072
HD 125072 — звезда в созвездии Центавра. Её сложно увидеть невооружённым глазом, поскольку видимая звёздная величина составляет 6,637. Звезда расположена на расстоянии 38,6 световых лет от Земли. Она приближается с лучевой скоростью −14,9 км/с.
Спектральный класс этой звезды — K3 IV, что соответствует субгиганту, который эволюционирует в гиганта. Он имеет 81 % массы Солнца и 83 % радиуса Солнца. Звезда излучает 34,7 % светимости Солнца из своей фотосферы при эффективной температуре 4858 кельвинов. Судя по составу и кинематике этой звезды, её возраст оценивается примерно в 10 миллиардов лет. Она вращается с прогнозируемой скоростью вращения 4 км/с.